# Wangen bei Olten
Wangen bei Olten (toponimo tedesco) è un comune svizzero di 5 088 abitanti del Canton Soletta, nel distretto di Olten.

## Infrastrutture e trasporti
Wangen bei Olten è servita dall'omonima stazione sulla ferrovia Losanna-Olten.